# TV K Lumea
TV K Lumea a fost un canal de televiziune cu specific muzical. Canalul a fost lansat în România pe data de 26 iunie 2004, fiind înlocuind canalul Atomic TV. Și postul canalul a fost închis pe 9 noiembrie 2006, fiind înlocuit canalul de Kiss TV (România).